# 山陽小野田市立サッカー交流公園
山陽小野田市立サッカー交流公園（さんようおのだしりつサッカーこうりゅうこうえん）は、山口県山陽小野田市にあるサッカー専用の球技場。
開場当初は山口県立おのだサッカー交流公園（やまぐちけんりつおのだサッカーこうりゅうこうえん）として山口県が整備し、指定管理者として山陽小野田市・宇部市・美祢市により結成された一部事務組合である「県立おのだサッカー交流公園運営協会」が管理していたが、2021年（令和3年）4月1日より運営主体が山陽小野田市に移管され、現在の名称に変更となった。

## 概要
山陽小野田市の工業団地「東沖ファクトリーパーク」の一角に2006年（平成18年）7月22日に完成した。「公園」と名付けられているが、都市公園には指定されておらず、山口県立下関武道館（下関市）、山口県スポーツ交流村（光市）と共に山口県スポーツ交流まちづくり拠点施設条例（平成17年7月12日山口県条例第49号）に基づく「スポーツ交流まちづくり拠点施設」に位置づけられ、「スポーツによるまちづくり」の推進を目指して建設された。
サッカー場（天然芝グラウンド）はJリーグに所属するレノファ山口FCが練習場として使用している（レノファは中国サッカーリーグ時代にはホームスタジアムの一つとしても使用していた）。2016年6月17日に所有者である山口県の村岡嗣政知事が、山陽小野田市がおのだサッカー交流公園内に新たにクラブハウスを整備し、県が公園内の天然芝グラウンド1面をレノファが優先利用できるグラウンドとすることで、本公園をレノファの主たる練習場として提供することを表明した。
レノファ以外の利用としては、2011年に開催された第66回国民体育大会（おいでませ! 山口国体）および第11回全国障害者スポーツ大会（おいでませ! 山口大会）では共にではサッカー競技の会場として使用されたほか、FC宇部ヤーマンが中国サッカーリーグ時代にホームスタジアムとして使用していた。

### 運営移管と命名権
山口県の行政改革の一環として、管理主体の県から市への移管が検討され、山陽小野田市が老朽化した設備の県による改修を条件に移管を受け入れたことから、2021年4月1日より管理主体が山陽小野田市に移管された。山陽小野田市は施設命名権を公募し、これに応募した、近傍にある商業施設「おのだサンパーク」の運営会社・小野田商業開発（富士商グループ）が命名権を取得、同年6月1日から「おのサン サッカーパーク」の名称が用いられることとなった。契約期間は2021年6月1日から2025年3月31日までの3年9か月で、契約額は年155万円（税別）。

## 施設概要
サッカー場
120m×80mの天然芝フィールド（維新百年記念公園でも使用されているティフトン芝を採用）内に105m×68mのピッチ1面を有する。スタンドはなく、観客席は全面芝生席。
多目的スポーツ広場
105m×68mのピッチ2面が確保可能な人工芝グラウンド。観客席はない。
開場当初は土のグラウンドだったが、2010年にロングパイル人工芝（積水樹脂の「ドリームターフ」を採用）が敷設され、2面とも日本サッカー協会 (JFA) ロングパイル人工芝グラウンドとして公認を受けた（JFA公認第99号・第100号）。ただし、JFA公認については2013年の期限切れ時に公認の更新を行っていない。
交流施設（管理棟）
建設当初からある公園の付属施設。シャワー・更衣室、事務室・会議室を備えている。
後述の新交流施設完成後は主にメディアの取材・作業スペース、ビジターチーム用更衣室として使用される。
山陽小野田市スポーツ交流施設
レノファ山口FCのクラブハウスとして優先利用させる目的で山陽小野田市が総工費1億1600万円をかけて独自に整備した施設。整備に当たっては、山陽小野田市が日本サッカー協会 (JFA) のJFAサッカー施設整備助成金を利用した。
軽量鉄骨造りの平屋で会議室や多目的室、シャワー室などを備える。スタッフルームや更衣室などを除いた一部の施設はレノファ山口FCが使用しない期間に限り一般利用できる。

## アクセス
- JR小野田線 南中川駅から徒歩15分
- JR山陽本線 小野田駅からタクシーで8分
- JR山陽新幹線 厚狭駅からタクシーで20分

大型商業施設「おのだサンパーク」に隣接しており、サンデン交通バス・船木鉄道バス「おのだサンパーク」バス停で下車後徒歩での移動も可能。